# 西班牙國家鐵路

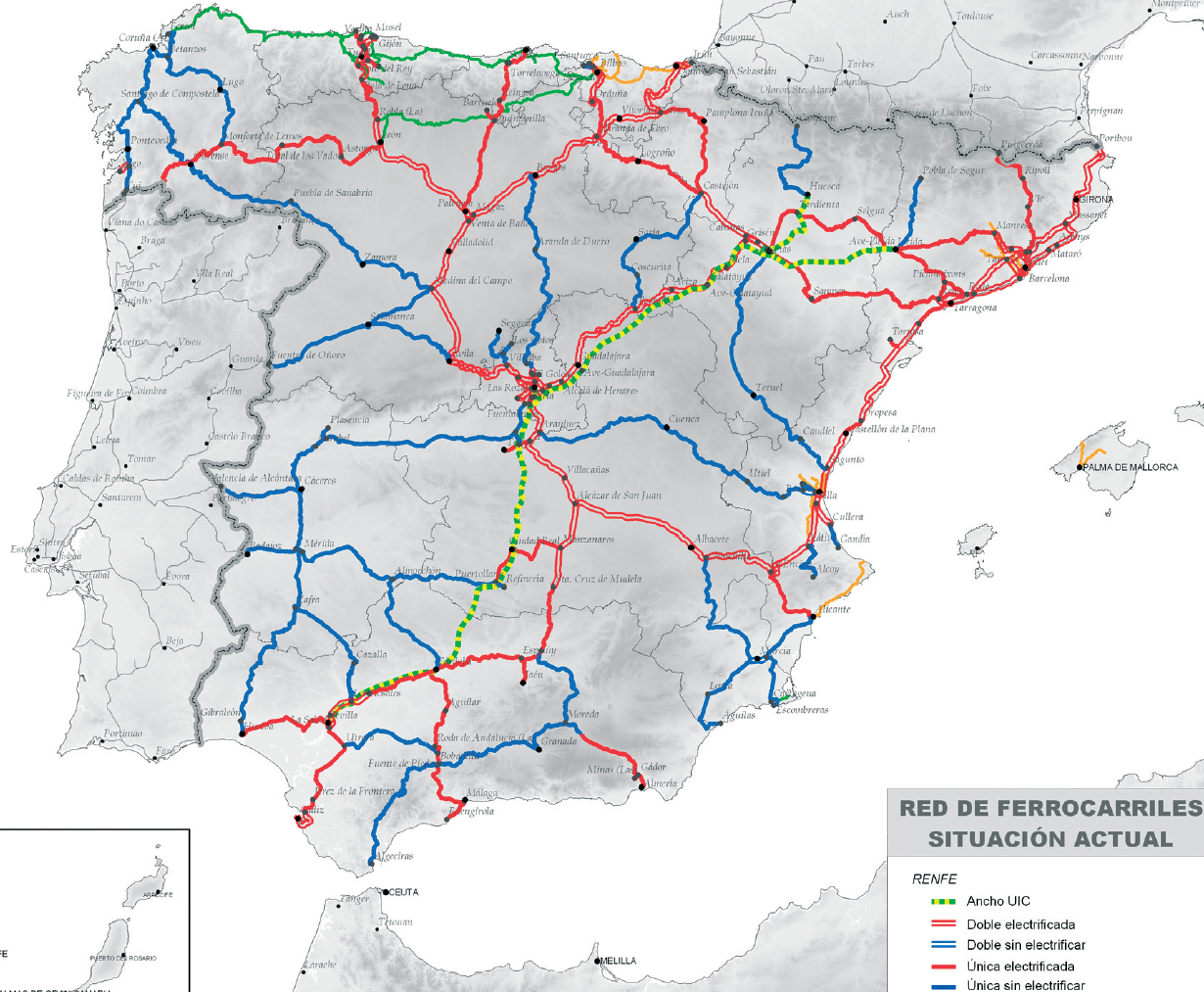
西班牙國家鐵路的營運路線圖

西班牙國家鐵路（西班牙語：Renfe Operadora），簡稱（的縮寫，意為「西班牙國家鐵路網」），是西班牙的國營鐵路公司，成立於1941年1月24日，其前身為西班牙政府於1928年至1936年間收購的數條民營鐵路。
在西班牙內戰期間，鐵路網絡受到破壞，當時的民營公司無力修復，因此才有RENFE出現，以儘快修復全國受破壞的鐵路。後來為了符合歐盟的鐵路業自由化措施，西班牙在2003年制定《鐵路部門法》（LSF），並自2005年1月1日起，從RENFE分拆出負責鐵路設施建設與維護的鐵路基建行政局（ADIF），RENFE則專營鐵路運輸服務。
除了貨運及城際、區域鐵路客運外，RENFE亦營運AVE高速鐵路。1988年，RENFE興建全國首條高速鐵路，來往馬德里至塞維利亞，1992年通車。另亦設有往巴塞羅納、以及東北地區Tarragona及韦斯卡等的高速鐵路線。
Renfe现时的營運路線總長達15,000km，大部分使用1,668mm寬軌距，AVE高速鐵路則使用1,435 mm標準軌距。

## 外部連結
- 西班牙國家鐵路（页面存档备份，存于）（西班牙文）